# Tainan (xiàn)
Tainan is een arrondissement (Xiàn) in Taiwan. Het gebied is in het Engels ook bekend als Tainan County.
Tainan telde in 2000 bij de volkstelling 1.120.394 inwoners op een oppervlakte van 2016 km².